# 高瀬愛虹
高瀬 愛虹（たかせ あいこ）は、日本の作詞家。群馬県出身。フリーランス。

## 経歴
10歳のときに作詞家を志し、2009年7月に作詞家デビュー。デビュー時は、学生だった。
日本大学芸術学部音楽学科情報音楽コース卒業。日本大学大学院芸術学研究科映像芸術専攻博士前期課程中退。
アニメソングやアイドルソング、K-POPなど、数多くの楽曲の作詞を手がける。そのほか作曲・ディレクションを担当。コラムの執筆や雑誌に登場するなど、幅広く活動している。
2021年10月VTuberミライアカリメジャー1stアルバム『未来』完全生産限定盤特典の絵本「はちみつ村のグルミちゃん」のストーリーを担当。
2022年3月短編小説集『キミがこの物語を読んでくれる日まで』を発売。
2022年9月石川由依の歌と語りのソロプロジェクトである音楽朗読劇『UTA-KATA vol.2〜歌売りの少女〜』の脚本と作詞を担当。作詞以外の物語を作る仕事をすることが増えている。

## 提供作品

### アイドル・アーティスト 関係
+α/あるふぁきゅん。
- 「AIRGIRL-WARS」

雨のち、ハレーション
- 「希望の旗」

IBERIs&
- 「Magic Hour」
- 「&er」

#f606
- 「NO SAFETY-LINE」
- 「BLACK BARIUM」

lol-エルオーエル-
- 「House」
- 「エレベーターサスペンス」

おとめボタン
- 「YO-YO-YO!!」

鬼頭明里
- 「Magie×Magie」

小林愛香
- 「Can Can One One」（小林愛香と共作詞[10]）

新生ラストアイドル
- 「透明色のミライ」
- 「From my future」

坂本七海
- 「名のない花」

諏訪ななか
- 「Donut Ring World」

チャン・グンソク
- 「Indian Summer」

Tokyo Cheer② Party
- 「ネバギバ!!」

PaRet
- 「Q & LOVE」

Hey! Say! JUMP
- 「百花繚乱」

BELLY BUTTON
- 「りっぷふぁんたすてぃっく」

my fav
- 「ひこうき雲と青い空」
- 「100秒と6文字でおしえて」

mini-chu!!!
- 「セピア色の季節」

村川梨衣
- 「硝子の扉」
- 「NoSTALGiA」（RiEとの共作）

山崎エリイ
- 「未完成のキャンバス」
- 「Deep Night Whisper」

悠木碧
- 「くれなゐ月見酒」
- 「Carve a Life」

雪乃
- 「Driveway」
- 「紅ノ花」

reche
- 「さがしもの」

Luce Twinkle Wink☆
- 「大スキ、スキ、大スキ、スキ、、、、、」

渡部優衣
- 「100% Believe」

あっとぐみ
- 「ワンダー☆ロケット」
- 「キミの笑顔は◎」
- 「ほぉ〜むグラウンド」
- 「ポケットソング♪」
- 「LOVE SICK ピーポー」
- 「ひみつのメイドスナイパー」
- 「SAKURA前線」
- 「マーメイド・ロマンス」
- 「サイリウム花火」
- 「COUNTDOWN」

あっとぐみY
- 「出でよ！A・KI・BIBLE」

あっとぐみZ
- 「はじけるマリンタイム」

DANCE POP GIRLS
- 「DANCE POP GIRLS」

### アニメ・ゲーム・こども番組 関係
あいうら
- 「やる気マイナス？100%」

アイカツプラネット!
- 「ファンタジっくイマジネーション」
- 「街角シンデレラ」

アイドル事変
- 「電子レンジでチンしてね」

IDOL舞SHOW
- 「Unlimited-Dance」

アイドルマスター シンデレラガールズ
- 「Angel Breeze」
- 「ギュっとMilky Way」
- 「Sing the Prologue♪」
- 「ひまわりマークをさがせ！」
- 「メモリーブロッサム」
- 「キラメキ☆」

アイドルマスター ミリオンライブ!
- 「Sing a Wing Song」

ACTORS -Songs Connection-
- 「INAZUMA SHOCK サクタスケ Ver.」
- 「INAZUMA SHOCK 考古学部 Ver.」
- 「INAZUMA SHOCK 歌唱部 Ver.」

アブソリュート・デュオ
- 「2/2」

ヴァイオレット・エヴァーガーデン
- 「Sprout」
- 「Light of Life」

ウマ娘 プリティーダービー
- 「We are DREAMERS!!」

うらら迷路帖
- 「夢路らびりんす」

お嬢と番犬くん
- 「Magie×Magie」

おとうさんといっしょ
- 「びゅんびゅんトラベラー」

オルタナティブガールズ
- 「Heart Cleaning」

ガールフレンド（仮）
- 「Brand New Days♪」

Caligula -カリギュラ-
- 「Are You Ready? Go Liiiiiiive!!」
- 「Tír na nÓg」

競女!!!!!!!!
- 「Touch Your Heart」

潔癖男子!青山くん
- 「JUST GOAL MY WAY」

けものフレンズ
- 「とっても賢いじゅるり“れしぴ”」
- 「THE WANTED CRIMINAL」
- 「夢みるプリンセス」
- 「200キロの旅」
- 「ハッピービスケット」

ご注文はうさぎですか?
- 「スマイルメーカー」
- 「うさぎになったバリスタ」
- 「カフェインファイター」
- 「魔法少女チノ」
- 「未来パズル」
- 「冷静とモフモフの国境線」
- 「Sister or Sister?」
- 「怪盗ラパン －The Phantom Thief Lapin－」
- 「＠ぐ〜るぐるわーるど＠」
- 「お菓子な夢をおひとつどうぞ♪」
- 「きらめきを探しに」
- 「おいしいパンの作り方」）
- 「CANDY COLOR DAYS」
- 「リトル＊トレジャー＊ハント」
- 「あした元気になぁれ！」
- 「FANCY SWEET TIME」
- 「コーヒーカップでエスコート」
- 「足音タルトタタン♪」
- 「パンパカパンのパンのパーティー」
- 「パッと！花咲くティーポット」
- 「Bitter Tea:Time」
- 「とびっきりアネバーサリー」
- 「ヒミツのおもてなし」
- 「Have a Nice Drink」）
- 「ぷちょへんざ☆ゆにばーす」
- 「Spring Hello!!」
- 「トラブル!?トラベル!!」
- 「思い出花火」
- 「お祭り輪っしょい!!」
- 「お月見数え唄」
- 「Hi Hi High☆」
- 「ラビットハウスへ行こうよ♪」のうた
- 「秋色かくれんぼ」
- 「winter＊gift」
- 「幻のルビーラビット事件」
- 「らびっとビビっとShow Time＊」
- 「ボトルシップの旅」
- 「わくわく魔法のチカラ」
- 「紙ヒコーキレター」
- 「Growth Record」
- 「魅惑のダイヤモンドティーカップ事件」
- 「Foooo are you?」
- 「魔女と使い魔のふしぎな館」

サンリオ男子
- 「Happy Sunny Day」
- 「Love-Rinth」

死神坊ちゃんと黒メイド
- 「満月とシルエットの夜」
- 「月と猫のコンチェルト」
- 「洗いっこいいなぁ」
- 「昼下がりの誘惑ティータイム」
- 「サバトの夜に魔女賛歌」
- 「月に願いを」
- 「Shall We GOLF」
- 「スカイルームアクアリウム」
- 「プラネタリウムファンタジー」
- 「DとWの約束のWeDDingラブソング」
- 「満月とシルエットの夜 ～ウェディングVer.～」

SHOW BY ROCK!!
- 「Have a nice MUSIC !!」
- 「Nyao Universe」
- 「Dramatic∞Drumstick」
- 「ツバサメロディー」
- 「プラズマジカル☆ミュージカル♪」
- 「Are You Studying?」
- 「ドレミファPARTY」
- 「My Song is YOU !!」
- 「プラズマism」
- 「未来サーチライト」
- 「ラブスウィートブレーメン♡」
- 「SNOW LETTER」
- 「Heartful Session」
- 「NEVER ENDING DREAM」

新テニスの王子様
- 「Infinity Sky」
- 「BE ARound」
- 「Memory Melody Museum」

SUPER LOVERS
- 「Private Sanctuary」
- 「ギュンとラブソング」

スクールガールストライカーズ
- 「おかわりしたいミステリー」

スター☆トゥインクルプリキュア
- 「パペピプ☆ロマンチック」

ちとせげっちゅ!!
- 「ちとせげっちゅ!!の歌」

ちはやふる
- 「乙女の恋は蝶結び」

つぐもも
- 「ハリセン☆ハリケーン」
- 「追いつきたくて」

D4DJ
- 「Cosmic CoaSTAR」
- 「SHUFFLE HEART BEAT」
- 「ひらけ！GO MY WAY★」
- 「パノラマリウム」
- 「ふるふる♡ハートふる」
- 「TRANCE TOURS」
- 「Feelin' Good-Day!!」

De:Lithe Last Memories
- 「空の下の天気予報」

デート・ア・ライブ
- 「恋色折紙」
- 「エターナルワールド」
- 「渚のパフューム」

天華百剣 -斬-
- 「祭り恋し夢のあと」

ときめきアイドル
- 「DREAMING-ING!!」
- 「お月様のメロディー」

number24
- 「COMICAL TRY!!」

ハピネスチャージプリキュア!
- 「プリンセス・ストーリー」

B-PROJECT～絶頂＊エモーション～
- 「STARTIN' SHINY FANTASY」

プラオレ!〜PRIDE OF ORANGE〜
- 「VICTORY SUNRISE」

ブラックスター -Theater Starless-
- 「沈まぬ月」
- 「Trick or Truth」
- 「Temptation Game」
- 「ひなげし」
- 「ふたつ星が出逢う夜」
- 「刹那の嘘」
- 「Helpless Hope」
- 「Never My Love」
- 「ILLEGAL GLOW」
- 「アンビバレント・ナイチンゲール」

プリンセスコネクト!Re:Dive
- 「メタモル・カレイドスコープ」

ベルゼブブ嬢のお気に召すまま。
- 「もふもふファジーハート」
- 「片思いブラウニー大作戦」

前橋ウィッチーズ
- 「花たちはどんな夢を見る」

魔法使いの嫁　盛夏の幻と夢見る旅路
- 「さがしもの」

ゆるゆり
- 「ちょちょちょ!ゆるゆり☆かぷりっちょ!!!」
- 「あっちゅ～ま青春!」
- 「チーナのえかきうた」
- 「め・が・ねのマーチ」
- 「マ/ジ/ンBUSTER!」
- 「ふたりスタイル」
- 「リピってチャイム♪」

REIDEEN
- 「転生ラブレター」

ラストピリオド
- 「希望のピリオド.」
- 「あ、ほーるうにゅわーるど。」

ランス・アンド・マスクス
- 「憧れマスカレイド」
- 「CHEERFUL×CHEERFUL!!」

Re:ステージ!
- 「GROWING!!」
- 「月影のトロイメライ」
- 「宣誓センセーション」
- 「WINTER JEWELS」
- 「エンゼルランプ」
- 「Sinfonia」
- 「冒険トラベラー」
- 「Silent Dystopia」
- 「Don't think, スマイル!!」
- 「ミライKeyノート」
- 「ひと夜ひと夜にひとりごと」
- 「キラメキFuture」
- 「Dears...」
- 「Tomorrow Melodies」
- 「青い鳥より」
- 「Dramatic Echoes」

私がモテてどうすんだ
- 「Prince×Prince」

### バーチャルYouTuber 関係
いずれ菖蒲か杜若 （司賀りこ、珠乃井ナナ、綺沙良、梢桃音、ルンルン）
- 「シャオシャオ蘭々♪」

ときのそら
- 「デジタリックリリック」

ときのそら×AZKi
- 「刹那ティックコード」

まじかるどーる
- 「るるるのまじかる♪」

ミライアカリ
- 「抜け駆けマーメイド」

ロボ子さん、夜空メル、アキ・ローゼンタール、湊あくあ、不知火フレア
- 「Candy-Go-Round」

### 作曲・ディレクション作品
- 「Happy82Time」 藤村歩&後藤麻衣

### 小説
- 短編小説集「キミがこの物語を読んでくれる日まで」

### 脚本・作詞
- 石川由依 歌と語りのソロプロジェクト 音楽朗読劇「UTA-KATA vol.2〜歌売りの少女〜」

・歌売りの少女メインテーマ「いのちの伝唱～Song To Pass On Life～」
・木漏れ日の歌「希望の灯り～Light The Hope～」
・シチューの歌「シチューはいかが？～Warm Dining～」
・おかえりとただいまの歌「帰る場所～You’re My Family～」
・元気になれる歌「歌をチカラに～Let‘s Live With The Song～」
・家具職人の歌「心に椅子を～Chair For The Heart～」
・思い出の子守唄「お月様の子守り唄～Moon Lullaby～」
・見送りの歌「旅立つあなたへ～Because You Were～」

### 絵本のストーリー
- 「はちみつ村のグルミちゃん」ミライアカリ メジャー1stアルバム『未来』完全生産限定盤特典絵本